# Revolta din Chicago (1919)

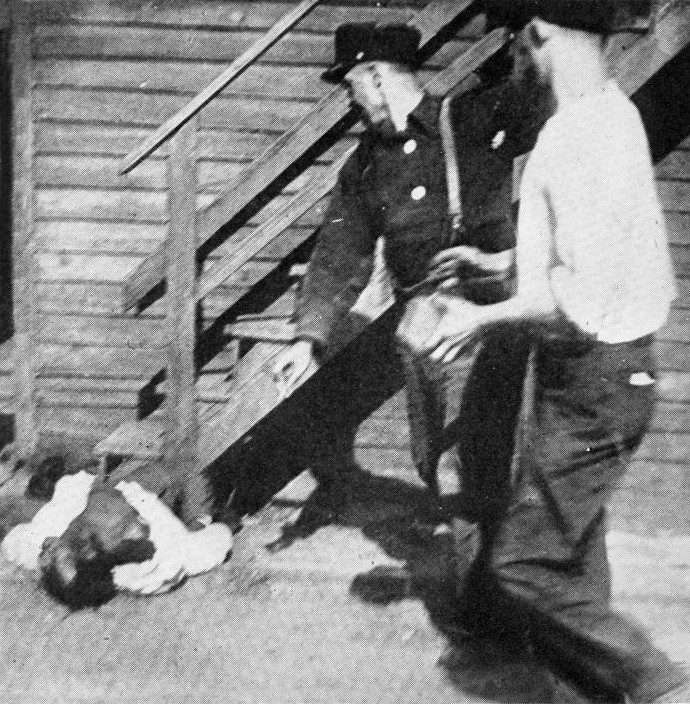
Negru ucis cu pietre

Revolta rasială din Chicago din 1919 s-a produs din cauza unui conflict rasial, și a durat între 27 iulie și 3 august.
Pe plajele orașului Chicago exista o sistemǎ de segregare rasialǎ. Pe 27 iulie 1919, negrul Eugene Wiliams care înota în lac, a trecut granița ce împărțea zona pentru albi și negri. El a fost aruncat cu pietre, și s-a înecat. Ofițerul de poliție (alb), abordat de către un martor negru, a refuzat să aresteze criminalul și în loc l-a arestat pe martor. Acțiunile poliției au provocat indignare în randul negrilor, însǎ într-un moment, aceștia au fost atacați de o mulțime de albi care s-a adunat la fața locului.
Rebeliunea s-a răspândit în tot orașul. Persoanele de rasă albă răsturnau mașinile transportului public, lovind pasagerii negri. Noaptea zonele locuite de negri au fost atacate, multe case fiind arse, iar locatarii uciși. Negrii au fost nevoiți să opunǎ rezistențǎ, pentru că "poliția era de partea de atacatorilor".
Revolta s-a oprit după intrarea în oraș a 6,000 de soldați ai Gărzii Naționale, dupǎ un ordin al guvernatorului statului Illinois. În urma revoltei au fost ucise 38 de persoane (23 negri), 537 au fost rănite (357 negri). Mai mult de o mie de negri și-au pierdut casele din cauza incendiilor. Nici unul dintre albii implicați în tulburări nu a fost pedepsit.
În organizarea pogromului au participat Hamburg Athletic Club, unul dintre membrii cărei a fost Richard J. Daley (17 ani la moment), care mai târziu v-a deveni primar al orașului Chicago, între anii 1955-1976.